# Banksinoma japonica
Banksinoma japonica är en kvalsterart som beskrevs av K. Fujikawa 1979. Banksinoma japonica ingår i släktet Banksinoma och familjen Thyrisomidae. Inga underarter finns listade.